# Манометарска бомба
Манометарска бомба је лабораторијски уређај за мјерење притиска изгорјелих барутних гасова у затвореном простору фиксне запремине.
Први тип је конструисан крајем 19. вијека. То је био цилиндар са способношћу издржавања притиска до 400 kg/cm². Имао је на крајевима два чепа, кроз један су пролазиле електроде за паљење барута а други је имао мјерне уређаје притиска.
Принцип рада је био заснован на деформацији бакарног ваљчића у комори под дејством експлозије барутних гасова, и ово се даље преносило на уређај за регистрацију. Записана крива представља функцију притиска у времену.
Манометарске бомбе новије конструкције умјесто бакарног цилиндрића користе електронски давачи притиска.